# Biogeno aminski receptor
Biogeno aminski receptori su grupa neurotransmiterskih receptora koji su senzitivni na biogene amine. Oni pripadaju familiji receptora sličnih rodopsinskom receptoru, unutar familije G protein spregnutih (GPCR) transmembranskih receptora.
Oni se grupišu u „familiju A“.

## Spoljašnje veze
- „Biogenic amines in neural signaling”. Institute for Biological Information Processing. Архивирано из оригинала 15. 07. 2006. г. Приступљено 5. 12. 2006.